# Sigfrid Strandvik
Sigfrid Bernhard Strandvik, född den 23 december 1910 i Träslövs församling, Hallands län, död den 17 september 1984 i Frillesås församling, samma län, var en svensk biskop.
Strandvik, vars far var fiskare, avlade teologie kandidatexamen 1935 och prästvigdes samma år för Göteborgs stift, Han tjänstgjorde där som pastoratsadjunkt i Träslöv, Örby och Hunnestad 1935–1938. Strandvik missionärsvigdes 1939. Han tjänstgjorde i Gomututu 1940–1945, som rektor vid internatskolan i Mnene 1947–1948, som föreståndare för evangelistkurs i Masase 1949, som församlingspräst där 1950–1952, som föreståndare för evangelistkurs i Mnene 1953–1954, som församlingspräst där 1954–1955, som rektor vid bibelskolan i Masingo 1956–1960 och som kontraktsprost 1960–1963. Strandvik var biskop i evangelisk-lutherska kyrkan i Sydrhodesia 1963–1975. Han blev ledamot av Nordstjärneorden 1965. Strandvik vilar på Träslövs kyrkogård.